# James J. Braddock
James Walter J. Braddock (7. juni 1905 – 29. november 1974) war en  amerikansk bokser af irsk afstamning. Han var verdensmester i sværvægtsboksning  fra 1935 til 1937. Også kaldet Cinderella Man, tabte titlen til legendariske Joe Louis.